# Котельников, Яков Степанович
Я́ков Степа́нович Коте́льников (1922—1972) — участник Великой Отечественной войны, командир орудия 209-го гвардейского стрелкового полка 73-й гвардейской стрелковой дивизии 7-й гвардейской армии Степного фронта, гвардии сержант. Герой Советского Союза.

## Биография
Родился в 1922 году в селе Никольское Бухтарминского уезда Семипалатинской губернии (ныне Алтайского района Восточно-Казахстанской области). Русский.
Окончил 10 классов. Работал в колхозе.
В Красной Армии с октября 1942 года. Член ВКП(б)/КПСС с 1943 года.
Боевое крещение получил под Сталинградом. Здесь он получил первую награду — медаль «За отвагу» и ему было присвоено звание гвардии сержанта. Командиром 45-мм орудия артиллерийской батареи 209-го Абганеровского стрелкового полка 73-й гвардейской стрелковой дивизии Яков Котельников прошел свой боевой путь.
Летом 1943 года гвардейцы стойко выдержали натиск гитлеровских войск на Орловско-Курской дуге. Только за один день 8 июля они подбили 32 танка. На участке, где стояло орудие сержанта Котельникова, 24 бойца уничтожили три роты противника.
Командир орудия гвардии сержант Яков Котельников в ночь на 25 сентября 1943 года с вверенным ему орудийным расчётом в числе первых форсировал реку Днепр в районе села Домоткань Верхнеднепровского района Днепропетровской области Украины, закрепился на плацдарме и обеспечивал огнём переправу подразделений полка. В боях по удержанию и расширению плацдарма 5 октября Я. С. Котельников участвовал в отражении восьми вражеских контратак. Когда был ранен наводчик, Яков Котельников заменил его и уничтожил два крупнокалиберных пулемёта с расчётами и группу вражеских солдат.
10 октября противник предпринял контратаку. Фашистские танки и самоходные орудия с десантом автоматчиков прорвались вглубь обороны. «Фердинанд» устремился к командному пункту полка. Котельников вступил в поединок с грозной машиной, но враг умело маневрировал. Прямым попаданием орудие Котельникова было разбито. Тогда гвардии сержант, рискую жизнью, бросился к «Фердинанду» и удачно брошенной связкой гранат подбил машину фашистов. Командный пункт был спасен.
В 1946 году был демобилизован. Жил в городе Алма-Ата (ныне Алматы, Казахстан). Работал шофёром областной торговой базы «Казсельхозтехника».
Умер 5 ноября 1972 года.

## Награды
- Указом Президиума Верховного Совета СССР от 26 октября 1943 года за образцовое выполнение боевых заданий командования на фронте борьбы с немецко-фашистскими захватчиками и проявленные при этом мужество и героизм гвардии сержанту Котельникову Якову Степановичу присвоено звание Героя Советского Союза с вручением ордена Ленина и медали «Золотая Звезда» (№ 1502).
- Награждён также медалями, среди которых медаль «За отвагу».

## Память
- Именем Героя названа одна из улиц города Алматы.
- Документы о Я. С. Котельникове хранятся в Госархиве Зыряновского района[1].